# Нелиппа, Яков Петрович
Яков Петрович Нелиппа (1892, Верхний Рогачик, Таврическая губерния — не ранее 1944) — деятель государственной безопасности, капитан государственной безопасности.

## Биография
Родился в украинской семье, состоял членом РКП(б) c 1919, с 1920 работал в органах государственной безопасности. По состоянию на конец 1932 года работал начальником секретно-политического отдела (СПО) полномочного представительства ОГПУ (в дальнейшем — СПО УГБ УНКВД) Крымской АССР. С 26 января 1935 пребывал в должности начальника СПО (4-го отдела) УГБ УНКВД по Омской области, при этом с 9 по 28 июля 1937 был членом тройки НКВД. Летом 1937 курировал дело в отношении генерала Н. Н. Артамонова, с которым вскоре оказался в одной из соседних тюремных камер. 7 августа 1937 откомандирован в распоряжение отдела кадров НКВД СССР, уже 2 сентября арестован и исключён из партии, упоминался в показаниях Э. П. Салыня. Обвинялся в контрреволюционной деятельности, подвергался допросам с пристрастием. 21 мая 1939 дело прекращено за недоказанностью, из-под стражи освобождён, при этом из НКВД уволен лишь 31 июля этого года. В дальнейшем работал помощником директора по найму на заводе в Сталинградской области. Участвовал в Великой Отечественной войне, принимал участие в боевых действиях во время Сталинградской битвы.

### Звания
- 25 декабря 1935 — капитан государственной безопасности.

### Награды
- знак «Почётный работник ВЧК-ОГПУ (XV)», 20 декабря 1932.
- медаль «За боевые заслуги», 1 февраля 1944.